# Роккетта-э-Кроче
Роккетта-э-Кроче (итал. Rocchetta e Croce) — коммуна в Италии, располагается в регионе Кампания, в провинции Казерта.
Население составляет 524 человека (2008 г.), плотность населения составляет 44 чел./км². Занимает площадь 12 км². Почтовый индекс — 81050. Телефонный код — 0823.
Покровителем коммуны почитается святой Вит, празднование 31 августа и 1 сентября.

## Демография
Динамика населения:

## Администрация коммуны
- Официальный сайт: http://www.comune.rocchettaecroce.ce.it/